# Langes Moor (Landkreis Cuxhaven)
Das Lange Moor ist ein Naturschutzgebiet in den niedersächsischen Gemeinden Armstorf und Stinstedt im Landkreis Cuxhaven.

## Allgemeines
Das Naturschutzgebiet mit dem Kennzeichen NSG LÜ 114 ist rund 910 Hektar groß. Im Südosten grenzt es kleinflächig an das Landschaftsschutzgebiet „Bullensee/Reckin-Berg/Knüllensmoor“. Das Gebiet steht seit dem 2. Mai 1985 unter Naturschutz. Zuständige untere Naturschutzbehörde ist der Landkreis Cuxhaven.

## Beschreibung
Das Naturschutzgebiet liegt in etwa zwischen Bremervörde und Bad Bederkesa. Es umfasst ein zu einem großen Teil abgetorftes Hochmoorgebiet, das zunächst durch Handtorfstich sowie im 20. Jahrhundert durch industriellen Torfabbau genutzt wurde. Der industrielle Torfabbau endete Mitte der 1990er-Jahre. Nach dem Ende des Torfabbaus wurden große Teile des Gebietes wiedervernässt. Im Norden und Nordosten des Naturschutzgebietes waren Flächen zu Grünland kultiviert worden, auf ungenutzten Bereichen stockt hier Moorwald, in den teilweise offene Moorflächen eingebettet sind.
Im Naturschutzgebiet siedeln unter anderem Scheidiges und Schmalblättriges Wollgras, Rundblättriger Sonnentau, Glockenheide und Pfeifengras. Stellenweise sind Torfmoos-Schwingrasen aus Sphagnum cuspidatum und Sphagnum recurvum ausgebildet. Die Moorwälder werden von Moorbirken dominiert, dazu gesellen sich Kiefern.
Das Gebiet ist Lebensraum unter anderem verschiedener Vogelarten, darunter Kranich, Großer Brachvogel, Kiebitz und Bekassine sowie verschiedene Singvögel. Für den Kranich hat das Naturschutzgebiet auch eine große Bedeutung als Rastplatz während des Vogelzuges.
Teile des Moores entwässern über Gräben zur Mooraue, die das Naturschutzgebiet im Nordosten durchfließt. Das Naturschutzgebiet ist größtenteils von landwirtschaftlichen Nutzflächen umgeben.